# Margaretha Lichtenštejnská
Princezna Margaretha Lichtenštejnská (rozená princezna Margaretha Lucemburská; 15. května 1957, zámek Betzdorf) je čtvrté dítě a druhá a nejmladší dcera velkovévody Jana Lucemburského a princezny Josefíny Šarloty Belgické. Jako sestra velkovévody Jindřicha Lucemburského a švagrová knížete Hanse Adama II. Lichtenštejnského je princeznou dvou současných monarchii a členkou lucemburské i lichtenštejnské vládnoucí dynastie.

## Biografie
Princezna Margaretha je dvojčetem prince Jeana Lucemburského. Byla vzdělávána ve velkovévodství, kde studovala na European School of Luxembourg (ESL), dále v Belgii (rodná země její matky), Spojeném království a Spojených státech amerických. Hovoří lucembursky, francouzsky, anglicky a německy, protože v mnoha zemích strávila čas jako studentka i jako turistka. Získala doktorát v oboru společenských věd.
Princezna Margaretha je patronkou Dyslexia International. Často cestuje mezi svým domovem v Lichtenštejnsku, svým rodným Lucemburskem a Bruselem, kde se účastní konferencí a setkání souvisejících s nevládními organizacemi EU, do nichž je i nadále aktivně zapojena. Mezi její další cesty patří zahraniční návštěvy s manželem, například návštěva Dallaské univerzity v roce 2011.
Mezi její hlavní rekreační zájmy a sportovní aktivity patří jízda na koni, lyžování, tenis, myslivost, četba a moderní a klasická hudba. Čte hlavně historické biografie a duchovní díla. 
V roce 2011 velkovévoda Jindřich rozhodl, že jeho potomci budou od nynějška požívat práva na následnictví trůnu bez ohledu na pohlaví, v souladu s absolutní primogeniturou. Další princezny dynastie, potomci předchozích panovníků, mohou stále zdědit trůn v případě vymření všech mužských dynastů a všech dynastů, kteří jsou potomky velkovévody Jindřicha a v pořadí stanoveném dodatkem z roku 1907 k nasavské rodové smlouvě z roku 1783.
Margaretha nese manželské tituly princezna lichtenštejnská a hraběnka z Rietbergu, stejně jako tituly, které nese od narození, princezna lucemburská, princezna bourbonsko-parmská a princezna nasavská. Vzhledem k tomu, že jde o dynasticky schválené manželství, její děti jsou členy knížecího rodu Lichtenštejnů. Její syn je v linii následnictví lichtenštejnského trůnu, protože je v mužské linii synovcem knížete Hanse-Adama II.

### Manželství a děti
Dne 20. března 1982 se princezna Margaretha provdala za prince Nikolause Lichtenštejnského v katedrále Notre Dame v Lucemburku. Je třetím synem lichtenštejnského knížete Františka Josefa II. a jeho manželky hraběnky Georginy von Wilczek. Zatím je to poslední dynasticky rovnocenné manželství mezi dvěma suverénními rody, které v současné době panují v Evropě. Při svém sňatku v roce 1982 se stala JkV princeznou Margaretou Lichtenštejnskou, hraběnkou z Rietbergu. Lichtenštejnské knížectví uznává a zachovává její oslovení královské Výsosti.
Mají čtyři děti a tři vnoučata:
- Princ Leopold Emmanuel Jean Marie Lichtenštejnský (20. května 1984, Brusel – 20. května 1984, Brusel). Pohřben v Královské kryptě v Belgii.
- Princezna Maria-Anunciata Astrid Joséphine Veronica Lichtenštejnská (12. května 1985, Brusel-Uccle). Provdána za Carla Emanuele Musiniho (* 1979, Camden) při občanském obřadu dne 26. června 2021 v Gubbiu v Itálii.[6] Náboženský obřad se konal 4. září 2021 ve skotské bazilice ve Vídni v Rakousku.[7] Pár má syna:
  - Son Musini (* leden 2024)
- Princezna Marie-Astrid Nora Margarita Veronica Lichtenštejnská (* 26. června 1987, Brusel-Uccle). Dne 25. září 2021 se provdala za Raphaela Worthingtona (* 5. dubna 1985, USA) v katedrále Santa Maria Assunta v Orbetellu v Itálii.[8] Pár má dceru:
  - Althaea Georgina Worthingtonová (* 1. července 2022).
- Princ Josef-Emanuel Leopold Marie Lichtenštejnský (* 7. května 1989, Brusel-Uccle). Oženěný s Kolumbijkou Maríou Claudií „Cloclo“[9] Echavarríou Suárezovou (* 1988, Kolumbie), zakladatelkou kreativního poradenství pro latinskoamerické značky jménem Sí Collective,[9] dne 25. března 2022 v kostele sv. Petra Clavera v Cartageně de Indias v Kolumbii.[10] Pár má syna:
  - Princ Leopold Lichtenštejnský (* březen 2023)

Princezna Margaretha je kmotrou svých synovců, arcivévody Imre Rakouského a prince Louise Lucemburského, a dcery jejího bratrance, princezny Louise Belgické.

## Vyznamenání

### Národní
- Lucembursko:
  -  Rytíř velkokříže Řádu Adolfa Nasavského[11]
  -  Nositelka Stříbrné jubilejní medaile velkovévody Jana
- Lichtenštejnsko
  -  Dáma velkokříže Knížecího záslužného řádu

### Zahraniční
- Rakouská císařská a královská rodina: Dáma, 1. třída Řádu hvězdového kříže
- Portugalská královská rodina: Dáma velkokříže Řádu svaté Isabely[12]
- SMOM: Rytíř velkokříže Cti a oddanosti Suverénního řádu Maltézských rytířů, 3. první třídy
- Španělsko: Rytíř velkokříže Řádu Isabely Katolické

## Vývod z předků
|                        |                           |  |                |                                           |  |  |  |  |  |  |  | Karel III. Parmský |
|                        |                           |  |                |                                           |  |  |  |  |  |  |  |                    |
|                        | Robert I. Parmský         |  |                |                                           |  |  |  |  |  |  |  |                    |
|                        |                           |  |                |                                           |  |  |  |  |  |  |  |                    |
|                        |                           |  |                | Luisa Marie Terezie z Artois              |  |  |  |  |  |  |  |                    |
|                        |                           |  |                |                                           |  |  |  |  |  |  |  |                    |
|                        | Felix Bourbonsko-Parmský  |  |                |                                           |  |  |  |  |  |  |  |                    |
|                        |                           |  |                |                                           |  |  |  |  |  |  |  |                    |
|                        |                           |  |                | Michal I. Portugalský                     |  |  |  |  |  |  |  |                    |
|                        |                           |  |                |                                           |  |  |  |  |  |  |  |                    |
|                        | Marie Antonie z Braganzy  |  |                |                                           |  |  |  |  |  |  |  |                    |
|                        |                           |  |                |                                           |  |  |  |  |  |  |  |                    |
|                        |                           |  |                | Adelaida z Löwenstein-Wertheim-Rosenbergu |  |  |  |  |  |  |  |                    |
|                        |                           |  |                |                                           |  |  |  |  |  |  |  |                    |
|                        | Jan Lucemburský           |  |                |                                           |  |  |  |  |  |  |  |                    |
|                        |                           |  |                |                                           |  |  |  |  |  |  |  |                    |
|                        |                           |  |                | Adolf Lucemburský                         |  |  |  |  |  |  |  |                    |
|                        |                           |  |                |                                           |  |  |  |  |  |  |  |                    |
|                        | Vilém IV. Lucemburský     |  |                |                                           |  |  |  |  |  |  |  |                    |
|                        |                           |  |                |                                           |  |  |  |  |  |  |  |                    |
|                        |                           |  |                | Adelaida Marie Anhaltsko-Desavská         |  |  |  |  |  |  |  |                    |
|                        |                           |  |                |                                           |  |  |  |  |  |  |  |                    |
|                        | Šarlota Lucemburská       |  |                |                                           |  |  |  |  |  |  |  |                    |
|                        |                           |  |                |                                           |  |  |  |  |  |  |  |                    |
|                        |                           |  |                | Michal I. Portugalský                     |  |  |  |  |  |  |  |                    |
|                        |                           |  |                |                                           |  |  |  |  |  |  |  |                    |
|                        | Marie Anna Portugalská    |  |                |                                           |  |  |  |  |  |  |  |                    |
|                        |                           |  |                |                                           |  |  |  |  |  |  |  |                    |
|                        |                           |  |                | Adelaida z Löwenstein-Wertheim-Rosenbergu |  |  |  |  |  |  |  |                    |
|                        |                           |  |                |                                           |  |  |  |  |  |  |  |                    |
| Margaretha Lucemburská |                           |  |                |                                           |  |  |  |  |  |  |  |                    |
|                        |                           |  |                |                                           |  |  |  |  |  |  |  |                    |
|                        |                           |  | Filip Belgický |                                           |  |  |  |  |  |  |  |                    |
|                        |                           |  |                |                                           |  |  |  |  |  |  |  |                    |
|                        | Albert I. Belgický        |  |                |                                           |  |  |  |  |  |  |  |                    |
|                        |                           |  |                |                                           |  |  |  |  |  |  |  |                    |
|                        |                           |  |                | Marie Luisa Hohenzollernská               |  |  |  |  |  |  |  |                    |
|                        |                           |  |                |                                           |  |  |  |  |  |  |  |                    |
|                        | Leopold III. Belgický     |  |                |                                           |  |  |  |  |  |  |  |                    |
|                        |                           |  |                |                                           |  |  |  |  |  |  |  |                    |
|                        |                           |  |                | Karel Teodor Bavorský                     |  |  |  |  |  |  |  |                    |
|                        |                           |  |                |                                           |  |  |  |  |  |  |  |                    |
|                        | Alžběta Gabriela Bavorská |  |                |                                           |  |  |  |  |  |  |  |                    |
|                        |                           |  |                |                                           |  |  |  |  |  |  |  |                    |
|                        |                           |  |                | Marie Josefa Portugalská                  |  |  |  |  |  |  |  |                    |
|                        |                           |  |                |                                           |  |  |  |  |  |  |  |                    |
|                        | Josefína Šarlota Belgická |  |                |                                           |  |  |  |  |  |  |  |                    |
|                        |                           |  |                |                                           |  |  |  |  |  |  |  |                    |
|                        |                           |  |                | Oskar II. Švédský                         |  |  |  |  |  |  |  |                    |
|                        |                           |  |                |                                           |  |  |  |  |  |  |  |                    |
|                        | Karel Švédský             |  |                |                                           |  |  |  |  |  |  |  |                    |
|                        |                           |  |                |                                           |  |  |  |  |  |  |  |                    |
|                        |                           |  |                | Žofie Nasavská                            |  |  |  |  |  |  |  |                    |
|                        |                           |  |                |                                           |  |  |  |  |  |  |  |                    |
|                        | Astrid Švédská            |  |                |                                           |  |  |  |  |  |  |  |                    |
|                        |                           |  |                |                                           |  |  |  |  |  |  |  |                    |
|                        |                           |  |                | Frederik VIII. Dánský                     |  |  |  |  |  |  |  |                    |
|                        |                           |  |                |                                           |  |  |  |  |  |  |  |                    |
|                        | Ingeborg Dánská           |  |                |                                           |  |  |  |  |  |  |  |                    |
|                        |                           |  |                |                                           |  |  |  |  |  |  |  |                    |
|                        |                           |  |                | Luisa Švédská                             |  |  |  |  |  |  |  |                    |
|                        |                           |  |                |                                           |  |  |  |  |  |  |  |                    |